# Can Mestre dels Clapers
Can Mestre dels Clapers és una obra de Sant Pere de Ribes (Garraf) protegida com a Bé Cultural d'Interès Local.

## Descripció
Masia situada a xaloc del nucli de Ribes, prop de la carretera C-15 B i a tocar de Can Quadres de la Timba. És un edifici de planta irregular i tres crugies, al qual s'adossen per mestral diverses dependències agrícoles. Consta de planta baixa, pis i golfes i té la coberta a dues vessants amb el carener paral·lel a la façana. S'hi accedeix per un portal d'arc de mig punt adovellat, amb un brancal parcialment tapat per un contrafort. Entorn el portal s'hi distribueixen aleatòriament diverses obertures d'arc pla arrebossat, de les mateixes característiques que a la resta de les façanes. El ràfec presenta una imbricació de rajols i teules ceràmiques. El revestiment dels murs es conserva amb l'arrebossat original. A la façana lateral hi ha adossats diversos cossos d'un i dos nivells d'alçat, alguns dels quals alberguen els cups. Un baluard amb una portalada amb llinda de fusta tanca la casa frontalment.

## Història
Al cadastre de l'any 1717 hi apareix un tal Francisco Mestre dels Clapers. Més endavant, segons consta en el llibre d'Apeo de l'any 1847, la masia pertanyia a Pere Ràfols.